# 红帽子乡
红帽子乡是中国辽宁省阜新市阜新蒙古族自治县下辖的一个乡。

## 行政区划
红帽子乡下辖红帽子村、东红帽子村、道力板村、三家子村、好四家子村、两家子村、腰四家子村。